# 1262

## Събития
- Сключен е Старият договор, с който Исландия се признава за подчинена на краля на Норвегия.